# Hans Schrott-Fiechtl

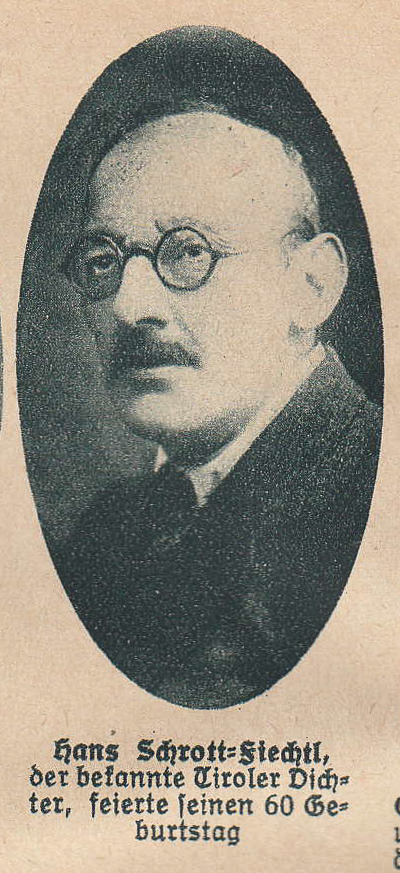
Hans Schrott-Fiechtl

Hans Schrott-Fiechtl (* 15. Juli 1867 in Kundl/Tirol als Hans Schrott; † 9. Oktober 1938 in Schwaz/Tirol) war ein österreichischer Landwirtschaftsexperte und Schriftsteller.

## Leben
Hans Schrott, dessen Eltern getrennt lebten, wuchs bei der Mutter auf einem Bergbauernhof in Kundl auf. Er besuchte das Gymnasium in Brixen und die Jesuitenschule Stella Matutina in Feldkirch. Von 1885 bis 1888 absolvierte er eine landwirtschaftliche Ausbildung an der Lehranstalt Francisco-Josephinum in Mödling. Anschließend hielt er sich studienhalber im Ausland auf und unternahm eine zweijährige Reise, die ihn in den Fernen Osten und in die Vereinigten Staaten führte. Nach seiner Rückkehr lebte er in Hamburg und später in Eutin, wo er eine landwirtschaftliche Fachzeitschrift redigierte. Daneben hörte er Vorlesungen an der Universität Kiel. Schrott-Fiechtl lieferte Fachbeiträge zu landwirtschaftlichen Themen, insbesondere zur Milchwirtschaft, und  veröffentlichte als erste erzählerische Werke Tiroler Heimatgeschichten. Er lebte ein Jahr in Wien und ließ sich im Jahre 1900 als freier Schriftsteller in Berlin nieder; den Sommer pflegte er in den folgenden Jahren in seiner Tiroler Heimat zu verbringen. Nachdem er  Mitte der 1920er Jahre einen Schlaganfall erlitten hatte, konnte er seine Arbeit als Schriftsteller nicht mehr fortsetzen. Ab 1933 war er in Schwaz/Tirol und zuletzt in Vomp/Tirol ansässig. In Vomp wurde eine Straße nach ihm benannt. Hans Schrott-Fiechtl war Verfasser von Romanen und Erzählungen, die meist Themen aus dem Tiroler Bauernleben behandeln. Sein Roman Die Magd der Enkelin wurde 1919 als Fortsetzungsroman in der Kölnischen Volkszeitung abgedruckt.
Der 1896 in Eutin geborene Bildhauer Hanns Schrott-Fiechtl († 1963) ist sein Sohn.

## Schriften
- Der Ostholsteinische Meierei-Verband seit seiner Gründung im Jahre 1886. Lübeck 1895 (zusammen mit C. Petersen)
- Statistische Notizen über die deutsche Milchwirtschaft und deren Bedeutung. Bremen 1895.
- Das österreichische Lebensmittelgesetz im Lichte der heimischen Milchwirthschaft. Wien 1898.
- Zwischen Joch und Ach’n. Graz 1906.
- Aus'n Tiroler Landl. Graz [u. a.] 1907.
- Ich zwing's! Köln 1907.
- Moderne Bergbauern. Graz [u. a.] 1907.
- Der Spatz am Joch und andere Erzählungen. Regensburg [u. a.] 1910.
- Der Bauernprofessor. Köln 1911.
- Hellauf Tirolerisch!. Graz [u. a.] 1912.
- Der Herrgottslupfer. Berlin 1912.
- Die Herzensflickerin. Berlin 1912.
- Der Bauer auf der Stang’. Leipzig 1915
- Das Federl am Hut. Leipzig 1915
- Das heilige Elend. M.Gladbach 1915.
- Die Rainerbuben. M.Gladbach 1915.
- Tirol im Weltkrieg. M.Gladbach 1915.
- Der deutsche Bruder und Österreich. Warnsdorf i. B. 1916.
- Tiroler Geblüt. München 1916.
- Sonnseitige Menschen. Freiburg 1918.
- Wettertannen. Köln 1918.
- Der Bauernsegen. Berlin 1919.
- Hinter Pflug und Dengelstock. Klagenfurt 1919.
- Die Magd der Enkelin. Köln 1919.
- Die Mooseggerin. Leipzig [u. a.] 1919.
- Al fresco. Augsburg 1920.
- Der Bauer als Wurzel der Volkskraft. M.-Gladbach 1921.
- Das Buch – mein bester Kamerad. M. Gladbach 1921.
- Die Bäuerin auf der Vogeltenn. Karlsruhe i. B. 1922.
- Bergblüh. Freiburg im Br. 1922.
- Das heimliche Hochwetter. Essen 1925.
- Das linke Pfarrerle. Graz 1926.